# Good Time (album Alan Jackson)
Good Time è un album in studio del cantante di musica country statunitense Alan Jackson, pubblicato nel 2008.

## Tracce
1. Good Time – 5:06
2. Small Town Southern Man – 4:40
3. I Wish I Could Back Up – 5:05
4. Country Boy – 4:06
5. Right Where I Want You – 3:51
6. 1976 – 4:09
7. When the Love Factor's High – 4:18
8. Long Long Way – 4:08
9. Sissy's Song – 3:02
10. I Still Like Bologna – 4:39
11. Never Loved Before (duetto con Martina McBride) – 3:32
12. Nothing Left to Do – 4:44
13. Listen to Your Senses – 3:09
14. This Time – 4:34
15. Laid Back 'n Low Key (Cay) – 2:51
16. If You Want to Make Me Happy – 4:20
17. If Jesus Walked the World Today – 4:57